# Targhe d'immatricolazione della Georgia

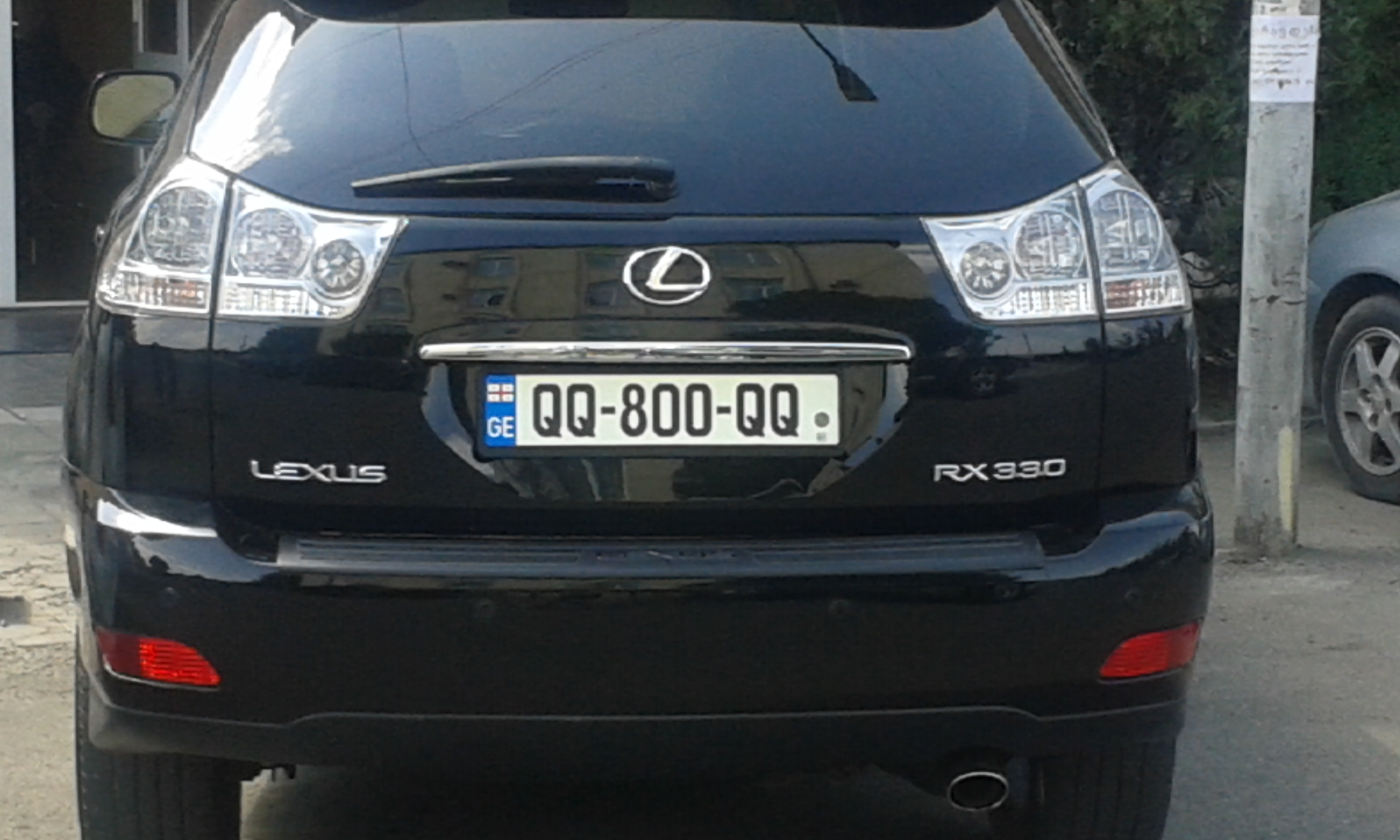
Una Lexus RX con targa posteriore georgiana

Le targhe d'immatricolazione della Georgia sono destinate ai veicoli immatricolati nel Paese transcaucasico.

## Sistema in uso

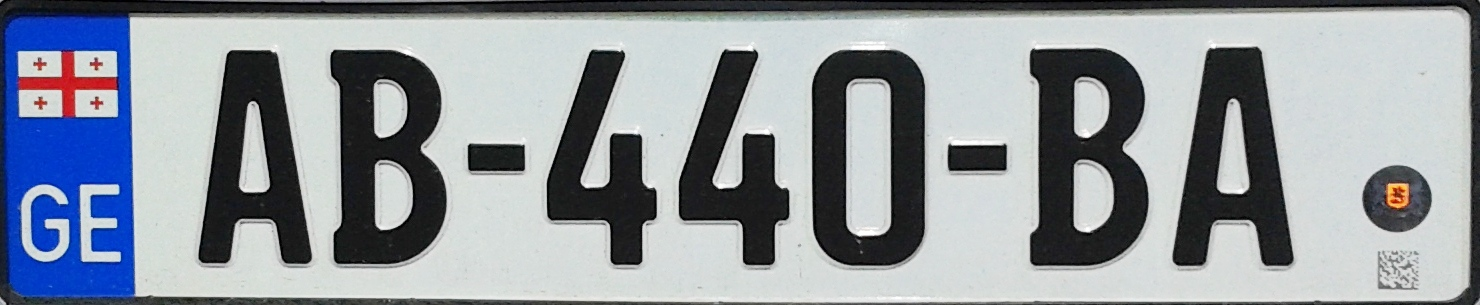
Targa standard con formato emesso dal 1º settembre 2014

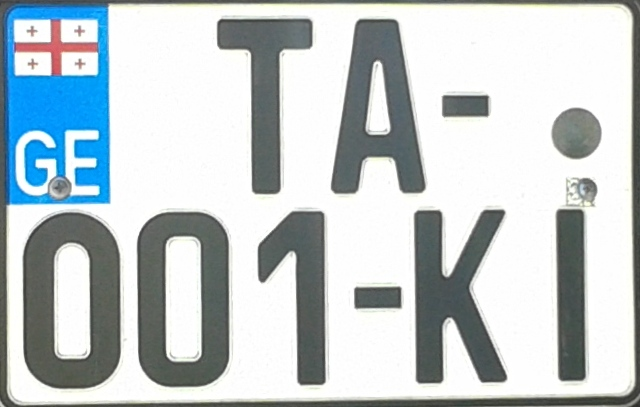
Formato su due linee per autoveicoli

Dal 1º settembre 2014 le targhe ordinarie sono composte da due lettere, un trattino, un numero di tre cifre, un ulteriore trattino e altre due lettere, secondo lo schema AA-123-AA, simili a quelle francesi, a caratteri neri su sfondo bianco riflettente. Nelle targhe posteriori su due linee per autoveicoli, in alto sono posizionate le prime due lettere, in basso le cifre e le altre due lettere. 
Le dimensioni sono le stesse delle targhe in uso negli altri Paesi europei: le targhe su un'unica linea misurano 520 × 110 mm, quelle opzionali su doppia linea 280 × 180 mm; sul lato sinistro è posizionata una banda azzurra con in alto la bandiera nazionale e in basso la sigla automobilistica internazionale GE a caratteri bianchi. A destra, sopra un codice a barre, si trova un ologramma adesivo di sicurezza, che certifica che la targa non è contraffatta. 
Come nel sistema precedente, le lettere utilizzate sono tutte quelle dell'alfabeto latino, inclusa la "Q". 
Né le cifre né le lettere forniscono informazioni sulla provenienza dei veicoli.

## Formati speciali

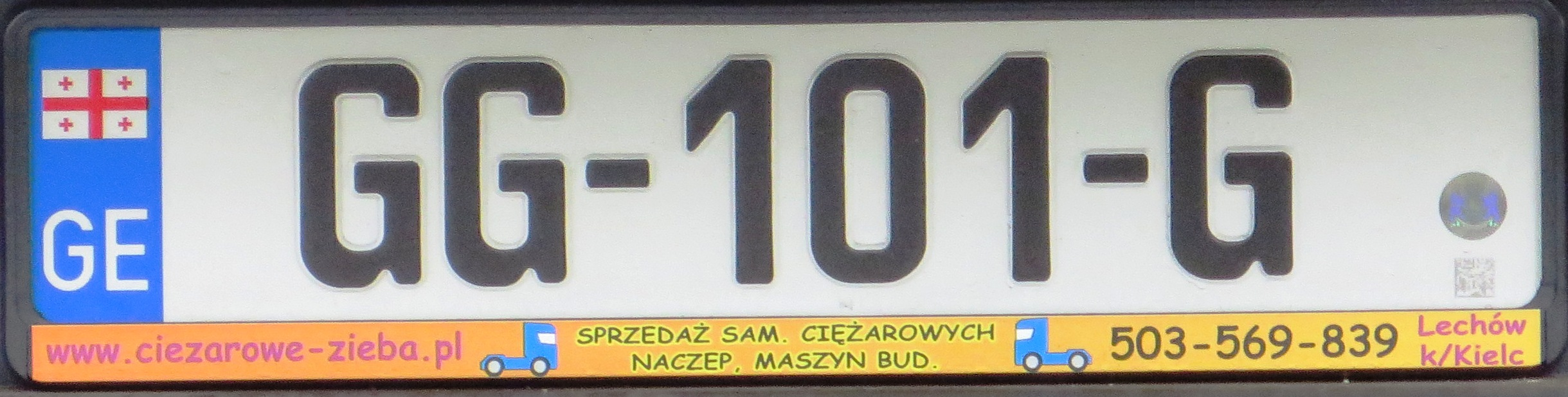
Formato per rimorchi, semirimorchi e macchine da costruzione

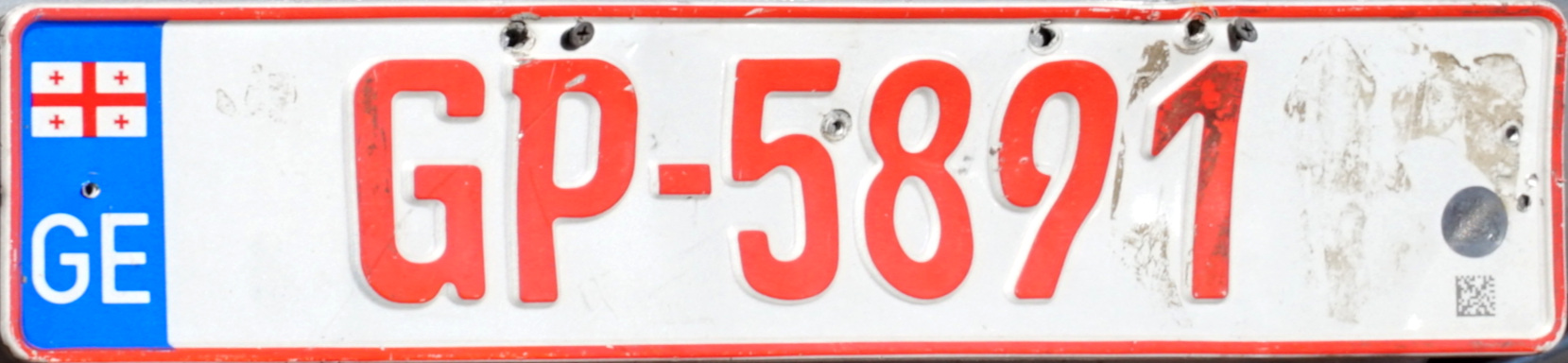
Targa di un autoveicolo in attesa di immatricolazione

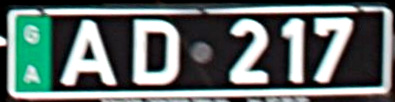
Targa apposta su un mezzo dell'Esercito georgiano

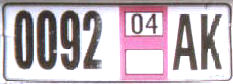
Targa da esportazione (04 = 2004)

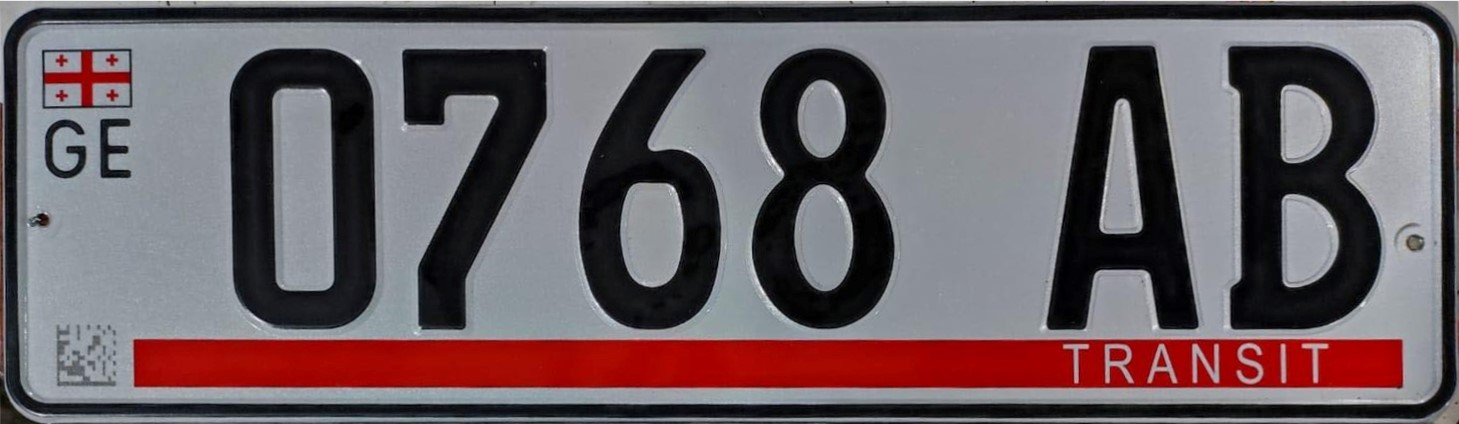
Targa di transito per autoveicoli (dal 1º aprile 2024)

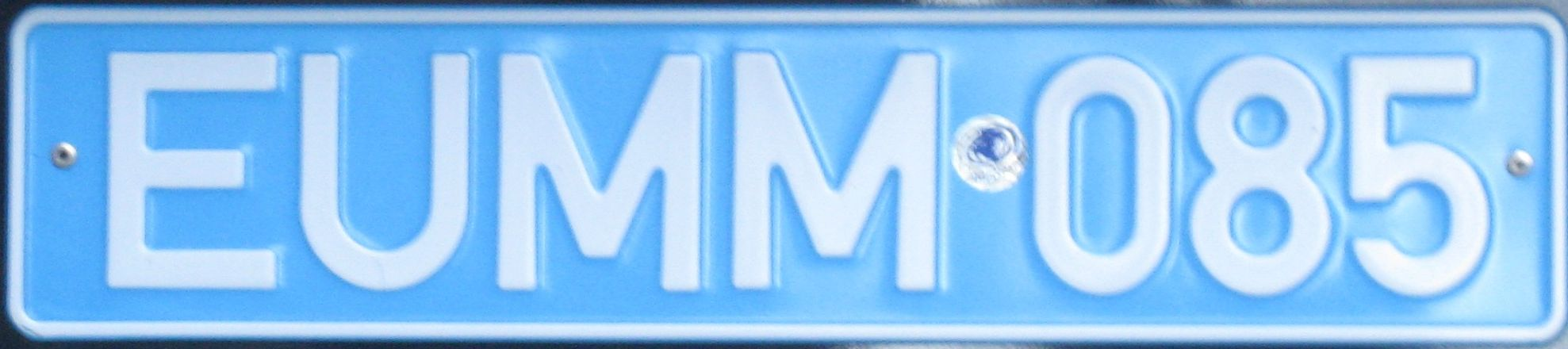
Formato per veicoli dell'EUMM

- Rimorchi, semirimorchi e macchine da costruzione possono avere targhe su unica o doppia linea; le combinazioni sono rispettivamente AA-123-A e AA/123-A.
- Le targhe dei motocicli misurano 240 × 135 mm e sono disposte su due linee, con in alto la banda blu e due lettere e in basso il numero di quattro cifre (es.: AA/1234).
- Le macchine agricole e i rimorchi agricoli hanno anch'essi targhe su doppia riga: in alto sono posizionate banda blu e due lettere, in basso tre cifre (es.: AA/123).
- Dal 2014 le targhe provvisorie per veicoli in attesa di immatricolazione si contraddistinguono per i caratteri rossi. Negli autoveicoli la banda blu e le lettere fisse GA, GE, GG, GC o GP sono seguite da un trattino e un numero di quattro cifre; nei motoveicoli la banda blu e la lettera G sormontano la numerazione a quattro cifre.
- Gli automezzi dell'Esercito presentano caratteri bianchi su fondo nero e misurano 550 × 110 mm. In un primo tipo due lettere (la prima è sempre una A), un ologramma di sicurezza e un numero di quattro cifre sono preceduti da una banda rossa con le lettere "GA" bianche (iniziali di Georgian Army) allineate verticalmente e di dimensioni ridotte; un secondo tipo, più diffuso, ha la banda di colore verde e tre cifre anziché quattro. 
La polizia militare antepone alla numerazione a tre cifre le lettere MP (Military Police) o MD e l'ologramma di sicurezza; la banda a sinistra con le lettere "GA" bianche può essere verde o giallo oro[1]. Le vetture in dotazione al dipartimento della Polizia di Sicurezza, dipendente dal Ministero degli Affari Interni, hanno le lettere SP (che stanno per Security Police) sia prima sia dopo il numero di tre cifre, del tipo SP-123-SP; è documentata anche la serie con le lettere SS prima della numerazione e PS dopo le cifre.
- Le targhe da esportazione possono essere di cartone o adesive: tra quattro cifre progressive e due lettere seriali (partendo da AA) è posizionata una banda rossa o gialla verticale che riporta in alto le ultime due cifre dell'anno e in basso (opzionali) quelle corrispondenti al mese di validità (es.: 01 = gennaio), entrambe nere e in un rettangolo bianco. La dicitura "GEORGIA", a caratteri molto ridotti, si trova nell'angolo inferiore destro.
- A partire dal 1º aprile 2024 vengono emesse targhe temporanee di transito. Quelle per autoveicoli misurano 390 mm × 113 mm e hanno caratteri neri su fondo bianco; presentano un QR code nell'angolo inferiore sinistro e la dicitura "TRANSIT" di colore bianco nella banda rossa orizzontale in basso a destra; sull'angolo in alto a sinistra è impressa una piccola bandiera georgiana sopra le lettere "GE"; la serie è composta da quattro cifre progressive e due lettere a partire da AA. Il formato per moto misura 179 × 139 mm e reca sulla destra una banda rossa verticale con la scritta bianca "TRANSIT".
- Dal 2014 le targhe assegnate ai veicoli in prova sono riconoscibili per la parola TEST che precede un numero progressivo di due cifre.
- L'European Union Monitoring Mission (EUMM, ossia Missione di monitoraggio dell'Unione europea), che è presente anche in Georgia, da ottobre 2008 emette una serie di targhe d'immatricolazione composta dalle lettere EUMM, a caratteri bianchi su fondo celeste, e un numero progressivo di tre cifre.

## Targhe diplomatiche

### Sigle in uso

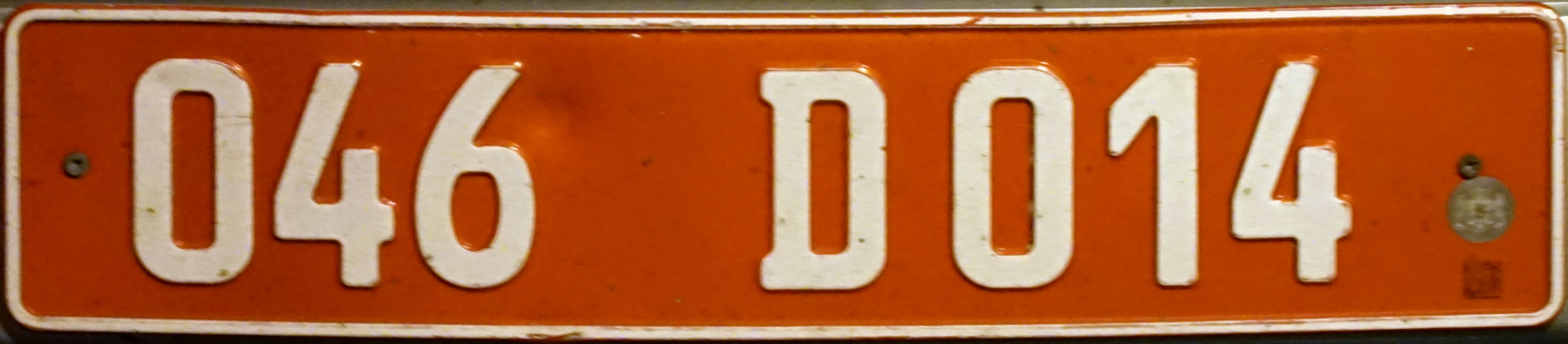
Targa apposta su una vettura del Corpo diplomatico della Missione di monitoraggio dell'Unione europea (EUMM, codice numerico 046)

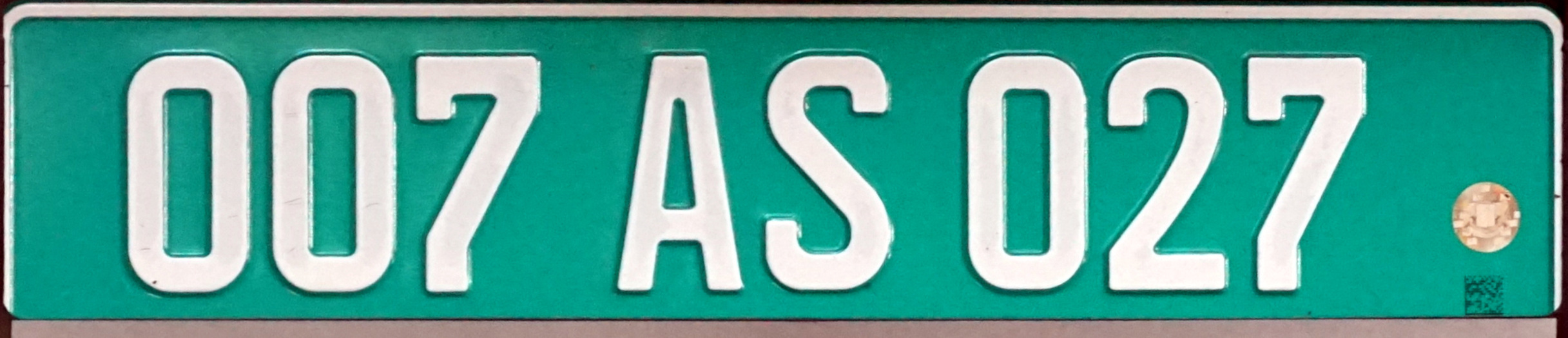
Formato introdotto nel 2014 per gli autoveicoli del personale tecnico-amministrativo di un'ambasciata o consolato (007 = Nazioni Unite)

- AS (caratteri bianchi su sfondo verde scuro nel formato emesso fino al 31 agosto 2014, verde più chiaro in quello attualmente in uso) - Personale tecnico-amministrativo accreditato presso un'ambasciata o un consolato (Administrative Staff)
- CC (lettere e numeri bianchi, fondo rosso) - Corpo consolare
- CMD (cifre e lettere bianche, fondo rosso) - Capo di una missione diplomatica
- D (lettere e numeri bianchi, fondo rosso) - Corpo diplomatico

N.B. A questi codici era posposto un numero di cifre progressive variabile da un minimo di una ad un massimo di tre fino al 2014, anno a partire dal quale le cifre sono invariabilmente tre.

### Codici numerici e Paesi od organizzazioni internazionali corrispondenti
Il numero di tre cifre a sinistra della sigla identifica il Paese o l'organizzazione internazionale della rappresentanza diplomatica secondo il seguente schema:
| Numero | Stato / Organizzazione internazionale                                     | Numero | Stato / Organizzazione internazionale               | Numero | Stato / Organizzazione internazionale     |
| ------ | ------------------------------------------------------------------------- | ------ | --------------------------------------------------- | ------ | ----------------------------------------- |
| 001    | Germania                                                                  | 002    | Stati Uniti                                         | 003    | Turchia                                   |
| 004    | Israele                                                                   | 005    | Cina                                                | 006    | Russia                                    |
| 007    | Nazioni Unite                                                             | 008    | OSCE                                                | 009    | Iran                                      |
| 010    | Città del Vaticano                                                        | 011    | Armenia                                             | 012    | Francia                                   |
| 013    | Federazione internazionale delle società di Croce Rossa e Mezzaluna Rossa | 014    | Ucraina                                             | 015    | Organizzazioni internazionali             |
| 016    | Unione europea                                                            | 017    | Regno Unito                                         | 018    | Grecia                                    |
| 019    | Azerbaigian                                                               | 020    | Banca Mondiale                                      | 021    | Romania                                   |
| 022    | Polonia                                                                   | 023    | Costa d'Avorio                                      | 024    | Lettonia                                  |
| 025    | Banca europea per la ricostruzione e lo sviluppo (EBRD)                   | 026    | Bulgaria                                            | 027    | Comitato internazionale della Croce Rossa |
| 028    | Svizzera                                                                  | 029    | Italia                                              | 030    | San Marino                                |
| 031    | Paesi Bassi                                                               | 032    | Rep. Ceca                                           | 033    | Svezia                                    |
| 035    | Kazakistan                                                                | 036    | Consiglio d'Europa                                  | 037    | Filippine                                 |
| 038    | Danimarca                                                                 | 039    | Lituania                                            | 040    | Estonia                                   |
| 041    | Alto commissariato delle Nazioni Unite per i rifugiati (UNHCR)            | 043    | Iraq                                                | 044    | Spagna                                    |
| 045    | Ungheria                                                                  | 046    | Missione di monitoraggio dell'Unione europea (EUMM) | 047    | Asian Development Bank (AsDB)             |
| 048    | Slovacchia                                                                | 049    | NATO                                                | 050    | Giappone                                  |
| 051    | Irlanda                                                                   | 052    | Slovenia                                            | 054    | Malta                                     |
| 055    | Canada                                                                    | 056    | Brasile                                             | 057    | Indonesia                                 |
| 059    | Qatar                                                                     | 063    | Austria                                             | 065    | Turkmenistan                              |
| 067    | Corea del Sud                                                             | 075    | Norvegia                                            |        |                                           |

## Sistema precedente

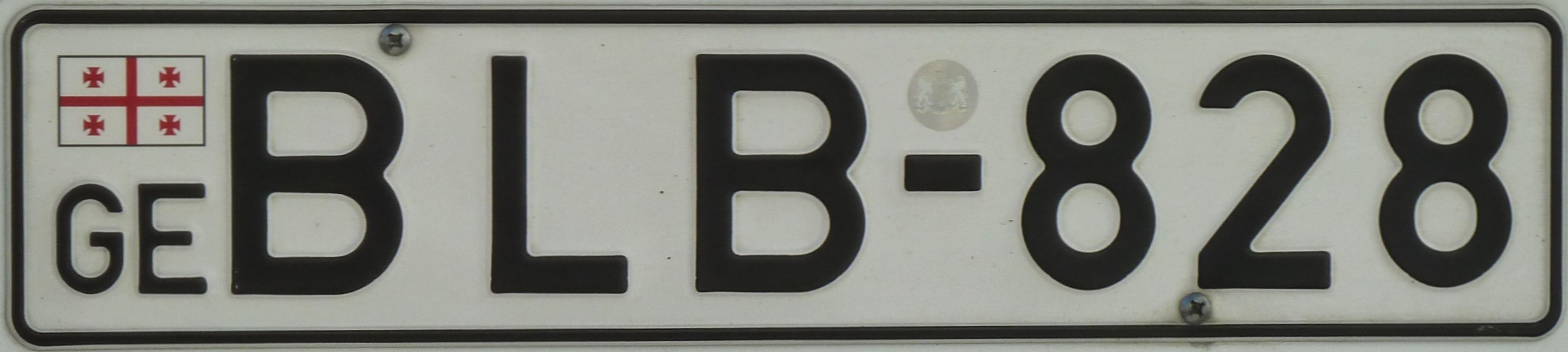
Formato utilizzato dal 1º settembre 2009 al 31 agosto 2014

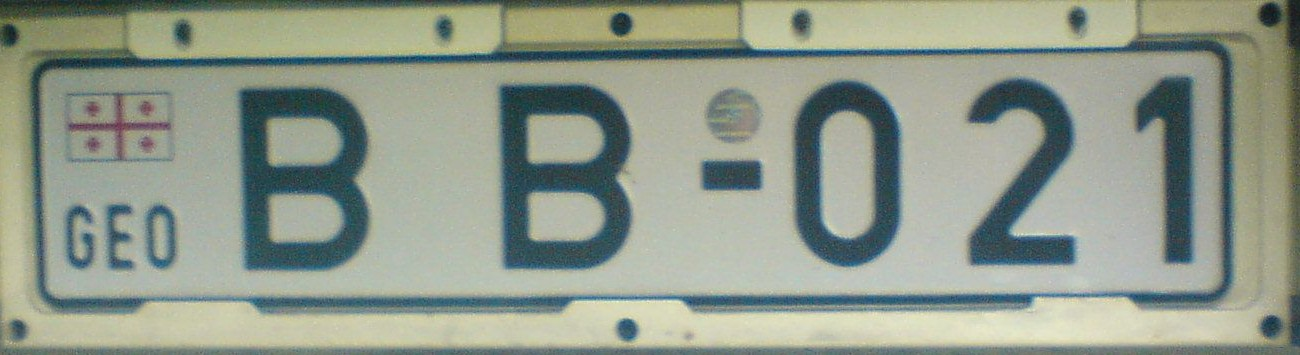
Formato per rimorchi emesso da agosto 1993 al 31 agosto 2009

Dal 1º settembre 2009 al 31 agosto 2014 le targhe per autoveicoli erano composte da tre lettere, un trattino e un numero di tre cifre; nelle targhe posteriori su doppia riga, prive del trattino, il numero era posizionato in basso. La sigla internazionale sotto la bandiera, di colore nero, era GE, mentre da agosto 1993 al 31 agosto 2009 era GEO. 
Le targhe dei motocicli avevano, come quelle attuali, due lettere in alto e quattro cifre in basso; quelle dei rimorchi potevano essere disposte su una o due linee ed erano composte da due lettere e tre cifre. 
Da settembre 2020 le targhe con il sistema terminato non erano più valide e dovevano essere sostituite. 
A partire dal 2004 le lettere non erano più indicative della provenienza, mentre dall'agosto 1993 alla fine del 2003 generalmente la prima (ma a volte anche la seconda e/o la terza) lettera era assegnata a seconda della zona (municipalità, città o repubblica autonoma) in cui il veicolo era stato immatricolato. 
Nel seguente elenco "x" = lettera variabile che avanza progressivamente da A a Z.
- Axx (tranne "AAA") - Città di Tbilisi
- Bxx - Repubblica Autonoma di Agiaria
- Cxx - Repubblica Autonoma di Abcasia
- Dxx - Città di Kutaisi
- Exx - Città di Rustavi
- EAD, EAK, EAQ, EEK, EES, EEY - Municipalità di Marneuli
- EEF, EEP, EEQ - Municipalità di Bolnisi
- EZZ - Municipalità di Sagarejo
- Fxx - Municipalità di Zugdidi
- FZZ - Municipalità di Oni
- Gxx - ?
- Hxx - Municipalità di Samtredia
- Ixx - ?

- IID - Municipalità di Marneuli
- Jxx - ?
- Kxx - Municipalità di Zestaponi
- KZX - Municipalità di Mest'ia
- KZY - Municipalità di Ambrolauri
- KZZ - Municipalità di Tkibuli
- 'L'xx - Città di Poti
- Mxx (tranne "MAR" e "MSS") - Municipalità di Ozurgeti
- Nxx - Municipalità di Akhaltsikhe
- Oxx - Municipalità di Gori[2]
- PAZ - Municipalità di Tianeti
- Pxx (tranne "PAL" e "POL") - Municipalità di Mtskheta

- PZY - Municipalità di Kazbegi
- Qxx - ?
- Rxx - Municipalità di Telavi
- Sxx (tranne "SOS" e "SPS") - Municipalità di Bolnisi
- SZZ - Municipalità di Tsalka
- Txx - Municipalità di Sighnaghi
- VCV, VIV, VYV - Municipalità di Marneuli
- Vxx - Municipalità di Tskhaltubo
- VZY - Municipalità di Tsageri
- VZZ - Municipalità di Lent'ekhi
- Wxx - ?
- Xxx - ?
- Yxx - ?
- Zxx - ?

### Sequenze personalizzate e codici speciali

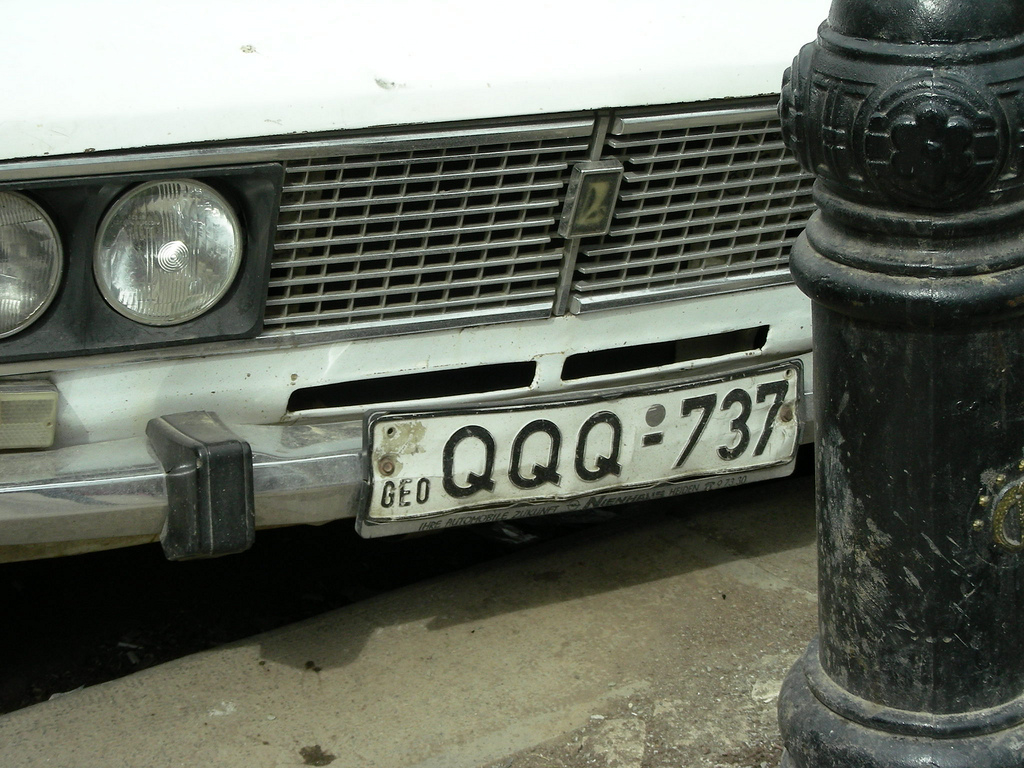
Targa (con formato cessato il 31 agosto 2010) di una vettura del Servizio di Sicurezza del Presidente

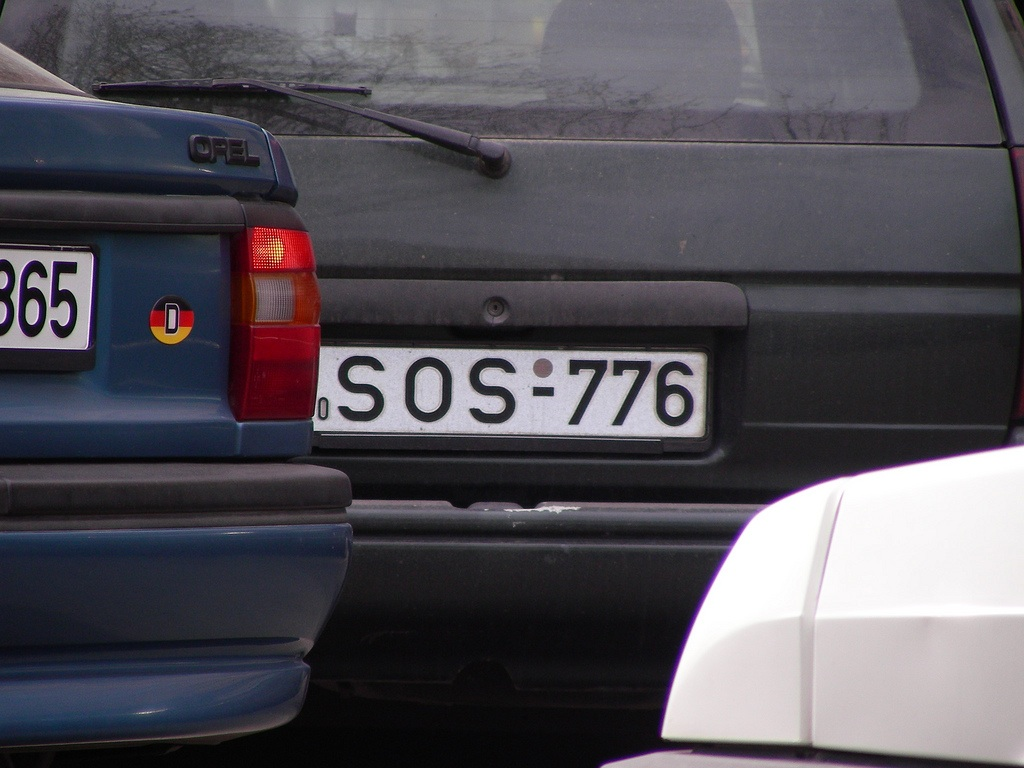
Targa di un'auto di emergenza con sistema e grafica terminati il 31 agosto 2014

Le targhe emesse dall'agosto 1993 al 31 agosto 2014 variavano a seconda dell'età del veicolo, di come era alimentato e dell'uso cui il veicolo era adibito (per università, enti pubblici, concessionari, disabili...). Come nel sistema attuale, era possibile ordinare targhe d'immatricolazione personalizzate con la sequenza alfanumerica desiderata, composta anche da un unico carattere o da sole cifre. Alcune società avevano acquistato tutte le targhe con una combinazione di tre lettere: ad esempio tutte le targhe "TBC" erano riservate alle auto della TBC Bank, mentre quelle "MZE" identificavano i veicoli della compagnia televisiva Mze; le ambulanze avevano targhe con le lettere "PSP", come la compagnia farmaceutica che tuttora le sponsorizza, oppure EMS (iniziali di Emergency Medical Services). 
I veicoli intestati a proprietari stranieri non diplomatici, con residenza temporanea in Georgia, fino alla metà degli anni duemila si distinguevano per i caratteri neri in campo giallo e le lettere FG (che stavano per Foreigner) seguite da un numero di cinque cifre. 
Le targhe provvisorie da esportazione e quelle dei veicoli militari avevano lo stesso formato di quelle emesse dal 1º settembre 2014.
Altri codici speciali utilizzati erano i seguenti:
- AAA - veicolo di autorità governative
- MAR - veicolo del sindaco o dello staff amministrativo della città di Tbilisi
- MSS - veicolo del corpo Sicurezza dello Stato
- PAL - veicolo del Ministero dell'Interno
- POL - veicolo della Polizia (presumibilmente fino al 2005)
- QQQ - autovettura del Servizio di Sicurezza del Presidente (presumibilmente fino al 2005)
- SOS - automezzo di emergenza (ambulanza o vigili del fuoco)
- SPS - autovettura dello staff dell'Ufficio del Presidente
- TCT, (dal 2008) TTC - Società di Trasporto Pubblico di Tbilisi (Tbilisi Transport Company)
- (dal 2010) TMC - Tbilisi Microbus Company
- TR, (da metà 2011) TG, (da metà 2013) TT - targa di transito